# Козубский, Хенрик
Хенрик Козубский (пол. Henryk Kozubski, 10 декабря 1911, Беч, Малопольское воеводство — 4 февраля 2021) — польский художник и общественный деятель. Долгожитель, на июль 2020 года он был третьим по возрасту (после Станислава Ковальского и Арнольда Лейсслера) мужчиной в Польше.

## Биография
В 1927 году переехал в Величку, где в 1933 году окончил гимназию Ю. Матейко. С детства увлекался рисованием, подумывал поступать в Академию художеств, но на семейном совете было решено получить техническую профессию. Окончил сельскохозяйственный факультет Ягеллонского университета.
После окончания Второй мировой войны работал в совхозах, заведовал отделами на предприятиях, занимался закупкой текстильного и молочного сырья, производством льняной продукции.
С 1954 года был членом Демократической партии, много лет был секретарем окружного её комитета в Кракове. В течение 15 лет был советником Повятского национального совета в Кракове. В течение 18 лет возглавлял ревизионную комиссию Краковской ассоциации «Клуб друзей Велички», позже стал её почетным членом.
Выйдя на пенсию в 1986 году, следующие 10 лет был членом городского национального совета в Величке. В 1980-е увлекся живописью. В 1984 году ему пришла в голову идея организовать культурные выставки живописи преподавателей средней школы и своих друзей. Он начал писать сам в 1995 году, и через год его первая выставка живописи была представлена в MDK в Величке. Тогда же выставлялись картины Францишека Козубского, брата Хенрика. Несмотря на преклонный возраст, Хенрик Козубский творил почти до конца жизни. Он специализировался на пейзажах, им было написано более 300 акварелей. Его работы экспонировались более чем на 50 выставках во многих городах Польши, а также в Германии, Англии и Ирландии. Более 20 лет он был членом Художественного клуба Велички. В 2017 году по случаю его 106-летия была организована выставка «Нарисованные жизнью», и был снят фильм о художнике.
Его жизненным девизом были слова: «Для желающего нет ничего невозможного. Нужно хотеть».

## Личная жизнь
Женившись в 1950 году на Галине Таборской, в 1971 году овдовел. В браке имел двоих детей, Ханну и Войцеха.